# Gran Premio de Cataluña de Motociclismo de 2006
El Gran Premio de Cataluña de Motociclismo de 2006 fue la séptima prueba del Campeonato del Mundo de Motociclismo de 2006. Tuvo lugar en el fin de semana del 16 al 18 de junio de 2006 en el Circuito de Barcelona-Cataluña, situado en Montmeló, España. La carrera de MotoGP fue ganada por Valentino Rossi, seguido de Nicky Hayden y Kenny Roberts Jr. Andrea Dovizioso ganó la prueba de 250cc, por delante de Jorge Lorenzo y Alex de Angelis. La carrera de 125cc fue ganada por Álvaro Bautista, Héctor Faubel fue segundo y Sergio Gadea tercero.

## Resultados MotoGP
| Pos             | N.º | Piloto             | Constructor | Vueltas | Tiempo/Retirado              | Parrilla | Puntos |
| --------------- | --- | ------------------ | ----------- | ------- | ---------------------------- | -------- | ------ |
| 1               | 46  | Valentino Rossi    | Yamaha      | 24      | 41:31.237                    | 1        | 25     |
| 2               | 69  | Nicky Hayden       | Honda       | 24      | +4.509                       | 7        | 20     |
| 3               | 10  | Kenny Roberts, Jr. | KR211V      | 24      | +9.174                       | 3        | 16     |
| 4               | 21  | John Hopkins       | Suzuki      | 24      | +13.465                      | 2        | 13     |
| 5               | 5   | Colin Edwards      | Yamaha      | 24      | +22.548                      | 12       | 11     |
| 6               | 71  | Chris Vermeulen    | Suzuki      | 24      | +25.198                      | 4        | 10     |
| 7               | 6   | Makoto Tamada      | Honda       | 24      | +30.622                      | 15       | 9      |
| 8               | 7   | Carlos Checa       | Yamaha      | 24      | +31.277                      | 16       | 8      |
| 9               | 77  | James Ellison      | Yamaha      | 24      | +59.203                      | 18       | 7      |
| 10              | 66  | Alex Hofmann       | Ducati      | 24      | +1:14.062                    | 17       | 6      |
| 11              | 30  | José Luis Cardoso  | Ducati      | 24      | +1:46.815                    | 19       | 5      |
| Ret             | 26  | Dani Pedrosa       | Honda       | 11      | Retirado                     | 11       |        |
| Ret             | 24  | Toni Elías         | Honda       | 9       | Caída                        | 14       |        |
| Ret             | 27  | Casey Stoner       | Honda       | 8       | Caída                        | 8        |        |
| Ret             | 17  | Randy de Puniet    | Kawasaki    | 6       | Caída                        | 10       |        |
| DNS             | 15  | Sete Gibernau      | Ducati      |         | Not on grid/Colisión         | 13       |        |
| DNS             | 33  | Marco Melandri     | Honda       |         | Not on grid/Colisión         | 9        |        |
| DNS             | 65  | Loris Capirossi    | Ducati      |         | Not on grid/Colisión         | 6        |        |
| DSQ             | 56  | Shinya Nakano      | Kawasaki    |         | Ignored ride through penalty | 5        |        |
| Reporte Oficial |     |                    |             |         |                              |          |        |

## Resultados 250cc
| Pos.            | N.º | Piloto              | Constructor | Vueltas | Tiempo/Retirado | Parrilla | Puntos |
| --------------- | --- | ------------------- | ----------- | ------- | --------------- | -------- | ------ |
| 1               | 34  | Andrea Dovizioso    | Honda       | 23      | 41:28.179       | 1        | 25     |
| 2               | 48  | Jorge Lorenzo       | Aprilia     | 23      | +0.095          | 2        | 20     |
| 3               | 7   | Alex de Angelis     | Aprilia     | 23      | +0.422          | 4        | 16     |
| 4               | 15  | Roberto Locatelli   | Aprilia     | 23      | +1.587          | 7        | 13     |
| 5               | 6   | Alex Debón          | Aprilia     | 23      | +3.136          | 3        | 11     |
| 6               | 4   | Hiroshi Aoyama      | KTM         | 23      | +4.032          | 5        | 10     |
| 7               | 55  | Yuki Takahashi      | Honda       | 23      | +4.072          | 9        | 9      |
| 8               | 50  | Sylvain Guintoli    | Aprilia     | 23      | +7.315          | 12       | 8      |
| 9               | 14  | Anthony West        | Aprilia     | 23      | +43.107         | 14       | 7      |
| 10              | 36  | Martín Cárdenas     | Honda       | 23      | +43.193         | 18       | 6      |
| 11              | 54  | Manuel Poggiali     | KTM         | 23      | +43.582         | 15       | 5      |
| 12              | 8   | Andrea Ballerini    | Aprilia     | 23      | +44.405         | 13       | 4      |
| 13              | 16  | Jules Cluzel        | Aprilia     | 23      | +52.426         | 11       | 3      |
| 14              | 23  | Arturo Tizón        | Honda       | 23      | +1:05.476       | 19       | 2      |
| 15              | 37  | Fabricio Perren     | Honda       | 23      | +1:08.871       | 21       | 1      |
| 16              | 21  | Arnaud Vincent      | Honda       | 23      | +1:09.556       | 22       |        |
| 17              | 24  | Jordi Carchano      | Aprilia     | 23      | +1:12.913       | 20       |        |
| 18              | 85  | Alessio Palumbo     | Aprilia     | 23      | +1:42.301       | 23       |        |
| 19              | 22  | Luca Morelli        | Aprilia     | 23      | +1:47.629       | 26       |        |
| Ret             | 9   | Franco Battaini     | Aprilia     | 17      | Retirado        | 16       |        |
| Ret             | 45  | Dan Linfoot         | Honda       | 16      | Caída           | 25       |        |
| Ret             | 58  | Marco Simoncelli    | Gilera      | 12      | Caída           | 10       |        |
| Ret             | 17  | Franz Aschenbrenner | Aprilia     | 9       | Caída           | 24       |        |
| Ret             | 96  | Jakub Smrž          | Aprilia     | 7       | Caída           | 8        |        |
| Ret             | 25  | Alex Baldolini      | Aprilia     | 6       | Retirado        | 17       |        |
| Ret             | 73  | Shuhei Aoyama       | Honda       | 3       | Caída           | 6        |        |
| DNQ             | 19  | Sebastián Porto     | Honda       |         | No se clasificó |          |        |
| Reporte Oficial |     |                     |             |         |                 |          |        |

## Resultados 125cc
| Pos.            | N.º | Piloto                   | Constructor | Vueltas | Tiempo/Retirado | Parrilla | Puntos |
| --------------- | --- | ------------------------ | ----------- | ------- | --------------- | -------- | ------ |
| 1               | 19  | Álvaro Bautista          | Aprilia     | 22      | 40:56.370       | 1        | 25     |
| 2               | 55  | Héctor Faubel            | Aprilia     | 22      | +0.187          | 4        | 20     |
| 3               | 33  | Sergio Gadea             | Aprilia     | 22      | +0.423          | 11       | 16     |
| 4               | 75  | Mattia Pasini            | Aprilia     | 22      | +1.094          | 5        | 13     |
| 5               | 52  | Lukáš Pešek              | Derbi       | 22      | +2.235          | 7        | 11     |
| 6               | 1   | Thomas Lüthi             | Honda       | 22      | +2.400          | 10       | 10     |
| 7               | 22  | Pablo Nieto              | Aprilia     | 22      | +15.456         | 3        | 9      |
| 8               | 14  | Gábor Talmácsi           | Honda       | 22      | +15.529         | 13       | 8      |
| 9               | 6   | Joan Olivé               | Aprilia     | 22      | +25.259         | 14       | 7      |
| 10              | 32  | Fabrizio Lai             | Honda       | 22      | +25.441         | 12       | 6      |
| 11              | 18  | Nicolás Terol            | Derbi       | 22      | +26.400         | 9        | 5      |
| 12              | 35  | Raffaele De Rosa         | Aprilia     | 22      | +31.589         | 16       | 4      |
| 13              | 42  | Pol Espargaró            | Derbi       | 22      | +33.772         | 27       | 3      |
| 14              | 43  | Manuel Hernández         | Aprilia     | 22      | +34.256         | 28       | 2      |
| 15              | 8   | Lorenzo Zanetti          | Aprilia     | 22      | +36.214         | 17       | 1      |
| 16              | 38  | Bradley Smith            | Honda       | 22      | +36.238         | 20       |        |
| 17              | 29  | Andrea Iannone           | Aprilia     | 22      | +43.693         | 15       |        |
| 18              | 63  | Mike Di Meglio           | Honda       | 22      | +45.599         | 23       |        |
| 19              | 11  | Sandro Cortese           | Honda       | 22      | +45.636         | 18       |        |
| 20              | 15  | Michele Pirro            | Aprilia     | 22      | +1:00.138       | 26       |        |
| 21              | 44  | Karel Abraham            | Aprilia     | 22      | +1:00.230       | 30       |        |
| 22              | 12  | Federico Sandi           | Aprilia     | 22      | +1:00.316       | 34       |        |
| 23              | 26  | Vincent Braillard        | Aprilia     | 22      | +1:00.776       | 37       |        |
| 24              | 21  | Mateo Túnez              | Aprilia     | 22      | +1:06.141       | 25       |        |
| 25              | 23  | Lorenzo Baroni           | Honda       | 22      | +1:06.225       | 22       |        |
| 26              | 13  | Dino Lombardi            | Aprilia     | 22      | +1:09.129       | 24       |        |
| 27              | 45  | Imre Tóth                | Aprilia     | 22      | +1:09.168       | 31       |        |
| 28              | 78  | Hugo van den Berg        | Aprilia     | 22      | +1:15.393       | 38       |        |
| 29              | 37  | Joey Litjens             | Honda       | 22      | +1:30.456       | 35       |        |
| 30              | 20  | Roberto Tamburini        | Aprilia     | 22      | +1:54.277       | 40       |        |
| Ret             | 16  | Michele Conti            | Honda       | 13      | Retirado        | 33       |        |
| Ret             | 41  | Aleix Espargaró          | Honda       | 8       | Retirado        | 21       |        |
| Ret             | 10  | Ángel Rodríguez Campillo | Aprilia     | 8       | Retirado        | 39       |        |
| Ret             | 36  | Mika Kallio              | KTM         | 2       | Caída           | 2        |        |
| Ret             | 24  | Simone Corsi             | Gilera      | 2       | Caída           | 8        |        |
| Ret             | 24  | Julián Simón             | KTM         | 2       | Caída           | 6        |        |
| Ret             | 53  | Simone Grotzkyj          | Aprilia     | 0       | Retirado        | 29       |        |
| Ret             | 7   | Alexis Masbou            | Malaguti    | 0       | Caída           | 32       |        |
| Ret             | 34  | Esteve Rabat             | Honda       | 0       | Caída           | 19       |        |
| Ret             | 9   | Michael Ranseder         | KTM         | 0       | Caída           | 36       |        |
| DNS             | 71  | Tomoyoshi Koyama         | Malaguti    |         | No participó    |          |        |
| DNQ             | 76  | Iván Maestro             | Honda       |         | No se clasificó |          |        |
| DNQ             | 39  | Danny Webb               | Honda       |         | No se clasificó |          |        |
| DNQ             | 17  | Stefan Bradl             | KTM         |         | No se clasificó |          |        |
| Reporte Oficial |     |                          |             |         |                 |          |        |